# Calshot
Calshot est un village côtier du Hampshire, en Angleterre, dans le coin ouest de la Southampton Water, à sa jonction avec la Solent.

## Histoire
En 1539, Henri VIII a ordonné la construction de Calshot Castle, à la pointe de Calshot Spit, pour défendre le port de Southampton. Son importance stratégique est toujours d'actualité, la présence militaire à Calshot est toujours effective bien que le château ne soit plus un fort habité.
Calshot a eu un rôle dans le développement des avions et des hydravions. En 1913, le Royal Flying Corps a établi la base aérienne navale de Calshot (connue plus tard sous les noms de RNAS Calshot et RAF Calshot) à la pointe de Calshot Spit. 
Ce fut aussi à un moment le lieu de résidence de Lawrence d'Arabie.

### Relation avec Tristan da Cunha
Après une éruption volcanique en 1961, la population des îles de Tristan da Cunha a été évacuée vers Calshot. De nombreux déplacés ont prospéré, les enfants fréquentant les écoles locales et les adultes étant employés dans diverses entreprises et navires des environs. Mais des problèmes sont survenus : l'un des aînés des insulaires, un homme handicapé appelé Ian Bootla, a été victime d'une agression. Par ailleurs, les habitants de l'île n'ont pas été immunisés contre les épidémies de grippe et ont également connu l'hiver rigoureux de 1962-1963. La plupart des insulaires sont rentrés chez eux, mais certaines familles ont décidé de rester et de constituer une communauté très unie centrée sur un complexe de 50 maisons appelé « Tristan Close ». Ceux qui sont retournés à Tristan da Cunha ont rebaptisé leur port « Calshot Harbour » en souvenir de leur hébergement temporaire.
La station de sauvetage de Calshot (Calshot Lifeboat Station en anglais) a été créée en 1970 par le RNLI.

## Aujourd'hui
Le hangar original des hydravions de la Seconde Guerre mondiale reste un centre d'activités pour les sports nautiques (y compris le kitesurf), l'escalade, le snowboard et le cyclisme sur piste. Un petit vélodrome accueille les fans de cyclisme, une petite piste d'entraînement et des installations ont été récemment améliorées pour l'escalade. Les niveaux d'escalade varient d'environ 3 à 8a occasionnellement. Le centre propose des cours aux résidentiels et aux touristes.
À côté du hangar se trouve un port de plaisance. La route passe du côté de la pointe, côté terre avec un grand nombre de cabines de plage.
La pointe comprend une structure de galets en silex de plus d'un kilomètre de long. Entre elle et la rive principale se trouve une zone de marais saumâtres, riche en faune. La Fawley Power Station à proximité a déversé de l'eau de refroidissement dans les eaux peu profondes autour de la plage de Calshot, des espèces d'eau chaude ont alors été attirées par la Solent. L'examen de la directive habitats sur les accords pour la zone de conservation spéciale (ZSC) ((en)Solent Maritime Special Area of Conservation (SAC)) de la Solent Maritime a  permis d'identifier une pollution thermique dans la zone intertidale de la rive ouest de la Southampton Water, mais cette pollution provient probablement de plusieurs facteurs. 
Les fouilles effectuées lors de l'édification de la centrale voisine ont permis de découvrir des surfaces enterrées datant du Néolithique.

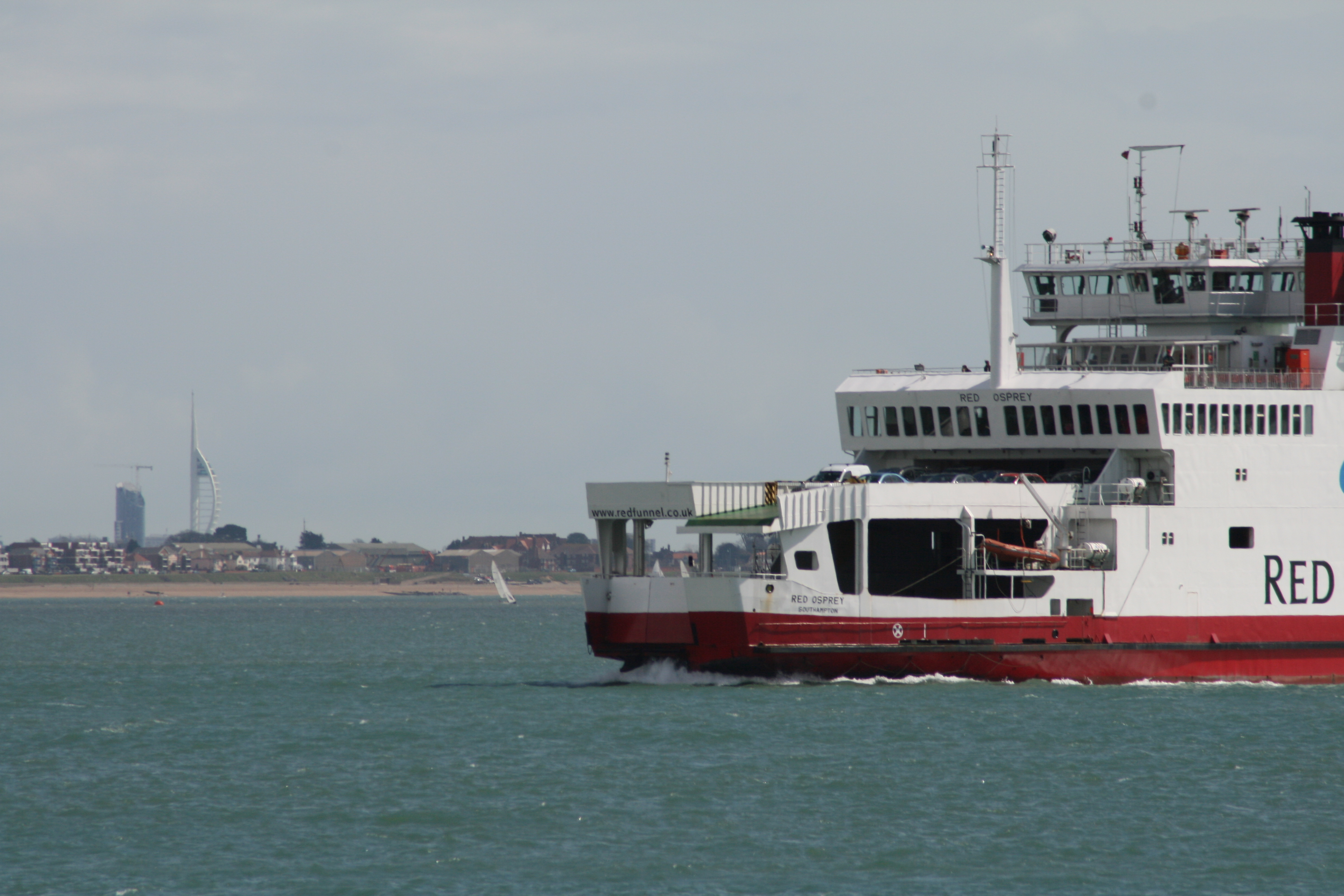
Spinnaker Tower de Calshot avec le ferry Red Funnel.

Les vues de nuit de la raffinerie de Fawley, de l'usine de produits chimiques Fawley et de la centrale électrique sont impressionnantes. Par temps clair, on peut les voir de la Spinnaker Tower à Portsmouth à l'est, et de la rivière Hamble au nord.